# Coupe du Maroc de football 1957-1958
 (avril 2024).
Si vous disposez d'ouvrages ou d'articles de référence ou si vous connaissez des sites web de qualité traitant du thème abordé ici, merci de compléter l'article en donnant les références utiles à sa vérifiabilité et en les liant à la section « Notes et références ».
Navigation
Édition précédente Édition suivante
La saison 1957-1958 de la Coupe du Trône est la seconde édition de la compétition. 
Les équipes se rencontrent sur un  match simple. En cas de match nul, le match est rejoué sur le terrain de l'autre équipe.
Le Mouloudia Club d'Oujda remporte la coupe au détriment du Wydad Athletic Club sur le score de 2-1 au cours d'une finale jouée dans le Stade d'honneur à Casablanca. Le Mouloudia Club d'Oujda remporte ainsi deux fois d'affilée cette compétition face au même adversaire en finale.

## Déroulement

### Seizièmes de finale
| Date | Équipe 1 | Résultat | Équipe 2   | Lieu |
| ---- | -------- | -------- | ---------- | ---- |
| -    | MC Oujda | 2 - 1    | Maghreb SR | -    |
| -    | Wydad AC | 1 - 0    | CW Wydad   | -    |
| -    |          |          |            | -    |
| -    |          |          |            | -    |
| -    |          |          |            | -    |
| -    |          |          |            | -    |
| -    |          |          |            | -    |
| -    |          |          |            | -    |
| -    |          |          |            | -    |
| -    |          |          |            | -    |
| -    |          |          |            | -    |
| -    |          |          |            | -    |
| -    |          |          |            | -    |
| -    |          |          |            | -    |
| -    |          |          |            | -    |
| -    |          |          |            | -    |
| -    |          |          |            | -    |

### Huitièmes de finale
| Date | Équipe 1       | Résultat | Équipe 2         | Lieu |
| ---- | -------------- | -------- | ---------------- | ---- |
| -    | DH El Jadida   | 1 - 0    | Tihad AS         | -    |
| -    | Fath US        | 1 - 2    | Wydad AC         | -    |
| -    | HUS Agadir     | 1 - 0    | RS Settat        | -    |
| -    | KAC Marrakech  | 2 - 2    | IR Tanger        | -    |
| -    | Kawkab SNAC    | 0 - 1    | Maghreb AS       | -    |
| -    | MC Oujda       | 2 - 1    | Raja CA          | -    |
| -    | Racing AC      | 1 - 1    | Rachad de Meknès | -    |
| -    | Stade Marocain | 0 - 1    | US Marocaine     | -    |

#### Matchs à rejouer
| Date | Équipe 1         | Résultat | Équipe 2      | Lieu |
| ---- | ---------------- | -------- | ------------- | ---- |
| -    | IR Tanger        | ? - ?    | KAC Marrakech | -    |
| -    | Rachad de Meknès | 1 - 0    | Racing AC     | -    |

### Quarts de finale
| Date | Équipe 1         | Résultat | Équipe 2     | Lieu |
| ---- | ---------------- | -------- | ------------ | ---- |
| -    | DH El Jadida     | 0 - 2    | Wydad AC     | -    |
| -    | HUS Agadir       | 1 - 2    | US Marocaine | -    |
| -    | KAC Marrakech    | 3 - 0    | Maghreb AS   | -    |
| -    | Rachad de Meknès | 1 - 1    | MC Oujda     | -    |

#### Match à rejouer
| Date | Équipe 1 | Résultat | Équipe 2         | Lieu |
| ---- | -------- | -------- | ---------------- | ---- |
| -    | MC Oujda | 2 - 0    | Rachad de Meknès | -    |

### Demi-finales
| Date | Équipe 1      | Résultat | Équipe 2     | Lieu |
| ---- | ------------- | -------- | ------------ | ---- |
| -    | MC Oujda      | 4 - 2    | US Marocaine | -    |
| -    | KAC Marrakech | 0 - 2    | Wydad AC     | -    |

### Finale
| Date             | Équipe 1 | Résultat | Équipe 2 | Lieu       |
| ---------------- | -------- | -------- | -------- | ---------- |
| 16 novembre 1957 | Wydad AC | 1 - 2    | MC Oujda | Casablanca |

La finale oppose les vainqueurs des demi-finales, la Mouloudia Club d'Oujda face au Wydad Athletic Club, le 16 novembre 1957 au Stade d'honneur à Casablanca. Match arbitré par un feu monsieur Corcoless. Le MC Oujda rencontre pour la deuxième fois consécutive le WAC en finale, après un score de parité lors de l'édition précédente. Ce sont pourtant les rouges qui ont ouvert le score par l'intermédiaire de Mohamed Khalfi (  8e), mais la riposte des Oujdis ne se fait pas attendre, Sebia égalise pour le MCO (  13e). Le match serré, voit en fin de rencontre le MCO prendre l'avantage par un but de Chellal (  82e), qui offre le titre aux siens. Les formations sont les suivantes :
- MCO :  Taleb, Restoy, Chraka, Colo, Sebia, Issni, Madani, Djebari, Belaïd, Larabi, Chellal.
- WAC :  Bekkar, Larabi, Ahmed, Lbayyad, Mustapha, Lhachoui, Abderrahmane, Zhar, Belhassan, Messaoud, Gomez, Khalfi.

Il s'agit de la 2e victoire consécutive du MC Oujda dans la compétition, après celle de l'édition précédente où le sultan a décidé de donné le trophée comme cadeau pour éviter de jouer un autre match.

## Sources
- Rsssf.com